# 모하메드 살리수
모하메드 살리수 압둘 카림(영어: Mohammed Salisu Abdul Karim, 1999년 4월 17일~)은 가나의 축구 선수로 포지션은 센터백이다. 현재 프랑스 리그 1의 클럽 모나코와 가나 축구 국가대표팀 소속으로 뛰고 있다.